# كنانة
قبيلة بني كِنَانَة بكسر الكاف وفتح النونين، وواحدهم (الكِنَانِي)، قبيلة خندفية مضرية عدنانية ينتمي إليها النبي محمد ، موطنها الأصلي في السعودية ويسكن معظمهم اليوم مدن ساحل الحجاز ويشكلون أغلبية فيها. ويتواجد بعضهم اليوم في العراق والأردن ومصر والسودان والأحواز وفلسطين وبشكل أقل في تونس والمغرب وسوريا واليمن.

## نسب قبيلة كنانة
يرجع نسب الكنانيين إلى:
- كنانة بن خزيمة بن مدركة بن إلياس بن مضر بن نزار بن معد بن عدنان والعدنانيون من بني النبي إسماعيل بن النبي إبراهيم عليهما السلام.[5]

والدة كنانة هي:
- عوانة بنت سعد بن قيس عيلان بن مضر بن نزار بن معد بن عدنان، وقيل ابنة عمها هند بنت عمرو بن قيس عيلان بن مضر بن نزار بن معد بن عدنان.[6][7]

تزوج كنانة من:
1. برة بنت مر بن إد بن طابخة (عمرو) أخت تميم فأنجبت له جميع أبنائه ما عدا عبد مناة.[6][8]
2. هالة بنت سويد بن الغطريف بن امرؤ القيس بن ثعلبة بن مازن بن الأزد أم عبد مناة وقال الطبري قولا آخر أنها: الذفراء فكهة بنت هني بن بلي بن عمرو بن الحاف بن قضاعة.[9][10]

أعمام كنانة هم:
- هذيل بن مدركة بن الياس بن مضر بن نزار بن معد بن عدنان. جد قبيلة هذيل
- غالب بن مدركة بن الياس بن مضر بن نزار بن معد بن عدنان. وبنوه في الهون

أبناء كنانة هم:
| - النضر بن كنانة - عبد مناة بن كنانة | - مالك بن كنانة - ملكان بن كنانة |

وزاد أبو جعفر الطبري ومن أخذ عنه عليهم:
| - الحدال بن كنانة وقيل أنهم كانوا قليلا في اليمن. - عوف بن كنانة - مجربة بن كنانة وقيل أن بني ساعدة منه قبل دخلوهم في الخزرج. - الحارث بن كنانة - عامر بن كنانة - سعد بن كنانة | - عمرو بن كنانة وقيل أنهم كانوا قليلا في فلسطين. - غنم بن كنانة - النضير بن كنانة - غزوان بن كنانة - جرول بن كنانة |

### أقرب القبائل نسبا لقبيلة كنانة
أقرب القبائل نسبا لقبيلة كنانة هي قبيلة بني أسد ثم القارة ثم قبيلة هذيل ثم قبيلة بني تميم وقبيلة مزينة.
وأما قبيلة قريش فهي فرع من قبيلة كنانة استقل بذاته عن سائر بني كنانة فيقال قريش وكنانة كما يقال بنو عامر بن صعصعة وهوازن، ولهذا إذا أطلق لقب الكناني فإنه يقصد به بنو عبد مناة بن كنانة وبنو مالك بن كنانة وبنو ملكان بن كنانة وأما لقب القرشي فيختص ببني النضر بن كنانة.
وكنانة هو الجد الثالث عشر في عمود النسب الشريف للنبي محمد، فالنبي محمد قرشي كناني وكان كنية كنانة أبو قيس وقيل أبو النضر ولاخلاف بينهما فإن ابنه قيس كان لقبه النضر واشتهر بلقب قريش.

## فروع وديار قبيلة كنانة القديمة
كانت قبيلة كنانة قديما تنقسم إلى:
1- بنو النضر بن كنانة (قبيلة قريش) :
و النضر هو قريش بن كنانة وإليه تنتسب قبيلة قريش وقد قال النبي محمد : «نحن بنو النضر بن كنانة لا نقفوا أمنا ولا ننتفي من أبينا»، وقد تزوج النضر عاتكة بنت عدوان بن عمرو بن قيس عيلان وأشهر بطون قريش:
| - بنو هاشم بن عبد مناف - بنو عبد شمس بن عبد مناف ومنهم بنو أمية - بنو نوفل بن عبد مناف - بنو المطلب بن عبد مناف - بنو أسد بن عبد العزى - بنو عبد الدار بن قصي ومنهم بنو شيبة - بنو زهرة بن كلاب - بنو تيم بن مرة - بنو مخزوم بن يقظة - بنو عدي بن كعب | - بنو سهم بن عمرو - بنو جمح بن عمرو - بنو عامر بن لؤي - بنو سامة بن لؤي - بنو الحارث بن لؤي - بنو عوف بن لؤي - بنو خزيمة بن لؤي - بنو الحارث بن فهر - بنو محارب بن فهر - بنو الحارث بن مالك |

2- بنو عبد مناة بن كنانة :
و تزوج عبد مناة بن كنانة هند بنت بكر بن وائل بن قاسط فأنجبت له: بكر ومرة وعامر وهلال، ثم مات عبد مناة فتزوجت هند من علي بن مسعود الغساني الأزدي وهو أخو عبد مناة لأمه، فحصر علي أبناء أخيه لأمه عبد مناة ورعاهم، فقيل لأبناء عبد مناة: بنو علي،  وإياهم عنى الشاعر أمية بن أبي الصلت الثقفي بقوله:
وهم أكبر فروع كنانة وهم 4 فروع:
أ) بنو بكر بن عبد مناة ومنهم:
| - بني ضمرة بن بكر - بني ليث بن بكر - بنو غفار بن مليل - بنو غيرة بن سعد - بني الدئل بن بكر - بني العريج بن بكر - بنو جندع بن ليث - بنو شجع بن عامر - بنو سعد بن عدي - بنو عتوارة بن عامر - بنو الملوح بن يعمر - بنو كلب بن عوف | - بنو عدي بن الدئل - بنو نفاثة بن عدي - بنو عبد بن عدي - بنو عبد الله بن عمير بن عمرو بن عمير بن أوس - بنو يعمر بن عمير بن أوس - بنو منقذ بن عمير بن أوس - بنو سعد بن ليث - بني يزيد بن الحارث - بنو نعيلة بن مليل - بنو هفان بن الحارث ودخلوا في بني الدؤل بن حنيفة في الهدار في الأفلاج - بنو غزية بن الحارث في اليمن |

ب) بنو الحارث بن عبد مناة (الأحابيش) ومنهم:
| - بنو عوف بن الحارث وهو ذو الحلة المرقع الأكبر، ومنهم آل المغفل - بنو عمرو بن الحارث يقال لهم: بنو الأحمر | - بنو الرشد بن الحارث كان اسمهم بنو غوي فسماهم النبي محمد بنو الرشد |

ج) بنو مرة بن عبد مناة ومنهم:
| - بنو مدلج بن مرة - بنو شنوق بن مرة | - بنو شنظير بن مرة |

د) بنو عامر بن عبد مناة ومنهم:
| - بنو جذيمة بن عامر | - بنو مساحق بن أقرم |

3- بنو مالك بن كنانة :
ومن أشهر فروعهم :
| - بنو فراس بن غنم ومنهم آل الأبجر بنو المطلب بن جديان - بنو الحارث بن غنم - بنو مخدج بن عامر | - بنو حداد بن مالك - بنو فقيم بن عدي وهم أهل النسيء في الجاهلية |

4- بنو ملكان بن كنانة :
و لم تشتهر منهم فروع في الجاهلية وظهرت فروع بني ملكان بن كنانة بعد الإسلام ومن أشهر فروعهم:
| - بنو عتيق بن ملكان - بني حرام بن ملكان | - بنو خيثمة بن عامر من بني غنم بن ملكان ومنهم آل ينفع وابنه عبد الله |

### ديار قبيلة كنانة قديما
وصف المؤرخ عاتق بن غيث البلادي الحربي ديار قبيلة كنانة في الجاهلية وصدر الإسلام قبل خروج جزء كبير من فروعها من الجزيرة العربية بقوله:
| كنانة | ديار كنانة يضيع فيها الباحث فقد كانت تمتد من وراء حلي جنوباً إلى وادي الصفراء وينبع شمالاً، أي ينيف طولها على ثمانمائة كيل... وكانت ديار كنانة عموماً تبدأ من وسط وادي الصفراء -يليل قديماً- فتمتد على الساحل وما يليه متجهة جنوباً حتى تقرب من صبيا وعتود | كنانة |

وكانت ديار قبيلة كنانة تقع على شريط الساحل الغربي لبحر القلزم (البحر الأحمر حاليا) وكان تلك المنطقة تعرف لدى الجغرافيين باسم (ساحل كنانة)، ومن أبرز ديار وجبال ووديان قبيلة كنانة في تهامة والحجاز قديما:
| - مكة المكرمة - مر الظهران / وادي فاطمة - جبل شامة - حرة طفيل - مجنة وهي عند بئر الإطوى فرب جبل سطاع جنوب غرب مكة - معدن البرم - جبل الأبواء - دفاق - ماء ظراء في نواحي دفاق - جبل الوصيق - ودان - الجحفة - رابغ - وادي يليل / وادي الصفراء - جبل العرج - سقيا بني غفار - جبل سروعة - جبل ضاف - البرك - وادي قنونا - وادي الأثير / الحسينية - الفرع - ساحل جدة - أسفل وادي ملكان - دعنج - عشم - حلي العليا - كراش | - يلملم - حمضة - وادي ملكان - وادي الليث - وادي المحرم - السرين أو (الواديين) - وادي الأثلاث - وادي حلي - خيف بني كنانة وهو في منى - ذهبان - الكديد - الصفراء - خبت بدر - خبت البزواء - غيقة - جبل تضرع - جبل تصارع - جبل السلام - جبل الشارق - الخيال - طبية - وادي البيضاء - المدرج - جبل الوتر - ماء التلاعة - خانق - نواط | - ماء خذارق - ماء معيط - ماء قفا ثافل - وادي مركوب - وادي أدام - كلية - غران جنوب شرق خليص - منضح - ماء المنصحية - رخمة - المحدث - الهدار - أم جحدم - جبل كدمل - الغميصاء - ذو يدوم - وادي العمود - وادي أتمة - ضنكان - حرة كنانة - المعقد - الصحارية - الجو - وادي تلومة - وادي الفراسة - الجونية - المخمص |

## فروع قبيلة كنانة المعاصرة

### السعودية
لا زالت فروع من قبيلة كنانة مستقرة بديار القبيلة الأصلية في الساحل الغربي لشبه الجزيرة العربية خصوصا في محافظة الليث ومحافظة القنفذة بمنطقة مكة المكرمة ومنهم:
- 1. قبائل قريش كبرى قبائل كنانة وأماكن تواجدهم الآن مكة المكرمة المدينة المنورة والطائف وغيرها.
- 2. قبائل بني شعبة وهم من بني بكر بن عبد مناة بن كنانة وبلادهم حول مكة المكرمة في محافظات الليث والجموم ورابغ ومنهم:

1. قبيلة الجحادلة ومن شيوخهم الشيخ منصور بن سعيد بن حمود الراشدي الجحدلي الكناني والشيخ مرزوق بن عوض العلياني الجحدلي الكناني.
2. قبيلة الجبرة وشيخهم الشيخ أحمد بن سالم بن سليم الجبيري الكناني.
3. قبيلة الزنابحة وشيخهم الشيخ سليمان بن غربي المذاخرة الزنبحي الكناني.
4. قبيلة رحمان وهم غير رحمان البقوم، وشيخهم الشيخ عطية بن محمد الرحماني الكناني.
5. قبيلة الحجاحجة وشيخهم الشيخ حسن بن علي بن حسن الحجاجي الكناني.
6. قبيلة الحلقة وشيخهم الشيخ عبد العزيز بن معطي بن حبيب الحلاقي الكناني.

وتحالف بني شعبة قبيلة عضل (العضلي) وعضل أبناء عمومة قبيلة كنانة.
- 3. قبائل كنانة في وادي حلي وبلادهم في قرى مركز كنانة جنوب محافظة القنفذة. وشيخ شملهم في جنوب محافظة القنفذة الشيخ محمد بن عبد الرحمن بن إبراهيم الكناني ومنهم:

1. قبيلة بني يحيى (اليحياوي)
2. قبيلة الشواعرة (الشاعري)
3. قبيلة الصلابنة (الصلبي)
4. قبيلة المعاشية (المعشي)

- 4. قبائل بني يعلى في ساحل وادي يبة والقوز في محافظة القنفذة، وشيخ شملهم الشيخ محمد حسين بيطلي أبو عطله العامري الكناني ومنهم:

1. قبيلة العوامرة (العامري)
2. قبيلة الشقفة (الشقيفي)

ومنهم المش والمشيى وال حواز وال علي
1. قبيلة الكدسة (الكديسي)
2. قبيلة العمشان (العمشاني)
3. قبيلة المواجدة (الماجدي)
4. قبيلة الحسنة (الحسني)
5. قبيلة المحاميد (المحمودي)

- 5. قبائل بني حرام في قرية كياد التابعة لمركز حلي في محافظة القنفذة، وفي وادي الأحسبة بالقنفذة، وفي محافظة محايل عسير، وفي منطقة جازان ومنهم:

1. عائلة آل محمد (آل محمد الكيادي)
2. قبيلة اليعاقيب (اليعقوبي)
3. قبائل بني حرام في جازان

- 6. قبائل بني زيد في أحد بني زيد وما حوله في محافظة القنفذة وشيخ شملهم الشيخ  سليمان بن عوض بن خضر المعيدي الكناني ومنهم:

1. قبيلة المراحبة (المرحبي)
2. قبيلة المعايدة (المعيدي)
3. قبيلة آل حمود رحمان (الرحماني)

- 7. قبائل كنانة في دوقة شمال محافظة القنفذة:

1. قبيلة الخيرة (الخيري)

وشيخهم الشيخ علي بن شامان الخيري الكناني.
ومنهم : آل شامان، العلواني، الطراحي، آل علي، آل موسى، الشويلي، آل عبد الله، الراجحي، الشرامية.
1. قبيلة بلهيثم (الهيثمي)

- 8.قبائل أخرى من كنانة:

1. قبلية السلالمة (السلامي)في وادي حلي جنوب محافظة القنفذة.
2. قبيلة العمور (العمري) في ساحل حلي جنوب محافظة القنفذة.
3. قبيلة المنجحة (المنجحي) [29][30] في القحمة ومحايل عسير والحريضة.
4. قبيلة الصوالحة( الصالحي) [31] في الصوالحة.
5. قبيلة بني صبيح (الصبيحي)[29] البرك.
6. قبيلة آل موسى [32] محايل عسير
7. قبيلة بني غفار (الغفاري) ومنهم أسر آل خلاف وآل علام في المدينة المنورة وينبع ومكة المكرمة وجدة.

وقد ذكر بعض المؤرخين أن بعض فروع قبيلة كنانة التي كانت في المدينة المنورة وسواحلها قد اندمجت وانصهرت ضمن قبيلة حرب.
- بلاد قبيلة كنانة في السعودية حاليا: [24]
- بمنطقة مكة المكرمة:

وادي حلي، وادي الليث، وادي قنونا، وادي يبة، جبل شامة، حرة طفيل، مركز كنانة، جبل سطاع شمال غرب وادي البيضاء، الأطواء وتعرف باسم بئر الإطوى قرب جبل سطاع جنوب غرب مكة، وادي فرط، وادي فاطمة، غميقة، الوطيات، عنيكر، الغالة، يلملم، السعدية، وادي مراخ، الجموم، وادي عيار، دوقة، صهوة العذقة، الحبيل، ثلاثاء يبه، أحد بني زيد، القاع، خبت عجلان، الجميعات، وادي سعيا، جبل الوتر، جبل تضارع، جبل السلام، جبل الوصيق، جبل سروعة، جبل ضاف، عين سرواع بمر الظهران شمال الحديبية، التلاعة، وادي الأحسبة، حلي، مخشوش، بني يحيى، العصامي، الصلب، كياد، المحدث، القوز، رخمة أسفل وادي البيضاء، رابغ.
- بمنطقة المدينة المنورة: ينبع، المدينة المنورة
- بمنطقة عسير : القحمة، البرك، محايل عسير، الصوالحة.
- بمنطقة جازان:

وادي جازان، أبو عريش، العارضه، الخشل، وادي الهيف، حلة الكنانية (الخوارة)، صبيا، صامطة، عتود.
- وقد ورثت قبيلة حرب جميع ديار قبيلة كنانة في المدينة المنورة كمثل:

الواسطة (الصفراء)، وادي الصفراء (وادي يليل)، رضوى، خليص (وادي أمج)، الحمض (الكديد)، وادي بدر، وادي غران، الأبواء، السقيا، جبل صبح (جبل ثافل الأكبر)، جبل بني أيوب (جبل ثافل الأصفر)، حرة ضجنان، حرة المشلل.

### الأردن
سكن قسم من قبيلة كنانة في الأردن على إثر معركة اليرموك المشهورة وتوالت هجراتهم إليها، فمنهم الضمور، أبناء ضمرة، واللياثنة أبناء الليث، وكلاهما ابني بكر بن عبد مناة بن كنانة ولهم فخوذ.
وقسم ثانٍ: وهم آخر الهجرات المتأخرة من الحجاز كانت أواخر الدولة العثمانية، وهم الحُرَّثْ؛ حيث قدم إلى شمال الأردن من بني كنانة الحُرَّث: سعد بن حماد بن أحمد الحارث بن ناصر بن أحمد بن محمد الحارث بن حسن بن أبي نمي الثاني قدم إلى الأردن ومعه بعض قومه سنة: [1121هجرية الموافق 1710ميلادي]، وهو من ثنية ضب من مكة المكرمة، واستقر في شمال الأردن مع من سبقه من أبناء عمه من بني كنانة. وابن سعد هو لأمير أحمد بن سعد الحارثي الكناني؛ والذي كان أميراً على ناحية بني كنانة؛ التي تم تعيينها بهذا الاسم أيام الناصر صلاح الدين الأيوبي وهي تشمل اليوم المناطق الآتية: (لواء بني كنانة، ولواء الكورة، وعجلون) ومازال أحفاد أحمد بن سعد الحارثي إلى اليوم يسكنون هذه الأماكن، وتوزع بعض منهم في أرجاء الأردن بعد ذلك:
1. عشائر بني كنانة الكناني، حافظوا على تسميتهم بكنانة إلى اليوم؛ لوجود وجهاء بني الحارث الكناني بينهم في شمال الأردن ومسكنهم في لواء الكورة ولواء بني كنانة، وجزء منهم في عمان منطقة وادي السير؛
ولهم امتداد في سوريا في سهل حوران وصلخد والسويداء وعليهم سمي لواء بني كنانة التابع لمحافظة إربد، وكذلك ناحية بني كنانة.
وهؤلاء هم أبناء الشيخ أحمد الكناني، وهو أحمد بن سعد بن هلال بن ضبة بن الحارث بن ناصر بن أحمد بن محمد الحارث بن حسن بن أبي نمي الثاني؛ الذي قد أوكلت الدولة العثمانية له مهام سلطانية في ناحية بني كنانة وسنجق عجلون في مطلع القرن السابع عشر الميلادي، وله خمسة أبناء(حماد، وعمر، وإبراهيم، وذيب، وحمد) وشكل هؤلاء فخوذ العشيرة اليوم كما يأتي:
1. ذيب بن أحمد الحارثي الكناني في وادي السير تفرع منه سالم وإعمر ولهم أحفاد منهم فيصل ومسلم وإبراهيم ومحمد وشتيوي وذيب وخليل ولهم أحفاد في النطقة نفسها الي اليوم. ودخل هؤلاء في حلف مع عشيرة المناصير من الجرومية من قبيلة عباد وتسموا بالذيبة. ومن دخل في الحلف تسموا بالأسالمة: وهم: عشيرة الذيبة الكنانية، عشيرة المضافرة، عشيرة المواهرة، عشيرة الأيوب، عشيرة المراشدة، عشيرة الحسينات.
2. حماد بن أحمد الحارثي الكناني في الكورة تفرع منه خمسة أبناء وهم: قاسم ولافي ومطلق وسعيد وعبد القادر، وأحفادهم إلى اليوم في هذه المنطقة، حيث سكن أولاد قاسم وأحفاده منطقة الأشرفية وكفر الماء، وتفرع من لافي آل عقيل وسكنوا منطقة مرحبا، وتفرع من مطلق الخشون وسكنوا منطقة دير أبي سعيد، وتفرع من جبر أولاد سكنوا منطقة المشارع، ومن سعيد عبد الغني بن علي الأسعد وأولاده، ومن عبد القادر خالد بن محمود وأولاده.
3. إبراهيم بن أحمد الحارثي الكناني في سمر يتفرع منه أحمد وله إبراهيم والظواهرة وذياب.
4. عمر بن أحمد الحارثي الكناني في مندح يتفرع منه ثلاثة أبناء عيسى وعمر ومصطفى وأحفادهم، وعمر وأحفاده في الشونة الشمالية، ومصطفى وأحفاده محمد وأحمد، وأحمد وأحفاده.
5. حمد بن أحمد الحارثي الكناني في سحم يتفرع منه فارس وعقلة ولهم أحفاد كثر، ويسكنون أربد، والمفرق، والزرقاء.

وفيهم علماء تاريخ وأنساب، منهم الشيخ محمود بن عقلة بن الأحمد الحارثي الكناني؛ الذي وضع شجرة للعائلة وربط فروعها بأصولها، ومن مؤلفاته: أشراف الزمان في تاريخ الأعيان، رحيق المسافر في تاريخ الوطن والمواطن في الشرق العربي، الريحان المنعش في إرث القبائل المؤنس، مزاج التسنيم في قصص المرسلين، سفينة النجاة، وكتاب الموحدون والصراع العقائدي.
2. عشائر الضمور بني ضمرة، وبلادهم في محافظات الكرك والزرقاء وأربد وعمان ومنهم:
1. عشيرة الضمور آل ضمرة
2. عشيرة العضايلة
3. عشيرة السحيمات
4. عشيرة البوالدة (العقول، عيال طه، الحجوج، العوايشة، ضمور الشمال)
5. عشيرة عيال ربيع
6. عشيرة عيال عودة الله

3. عشائر اللياثنة بني ليث، وبلادهم في محافظة أربد (الرمثا ولواء الطيبة) وفي معان (وادي موسى بلواء البتراء) ومنهم:
1. عشيرة الهلالات (ومنهم فخذ الصقره جمع صقار استقر بعضهم بمدينة الرمثا باسم عشيرة الصقار ومنها عشيرة السلمان أيضا وعشيرة الشبيلات ومنهم الشبول)
2. عشيرة الحسنات
3. عشيرة المشاعله
4. عشيرة النصرات
5. عشيرة الطويسات

### العراق والأحواز

أمير قبيلة كنانة في العراق الأمير عدنان بن محسن الدنبوس الكمر الكناني

وهاجرت بعض قبائل كنانة من الجزيرة العربية إلى العراق منذ خلافة الخليفة عمر بن الخطاب مثل الصحابي كلاب بن أمية بن الأسكر الكناني وكان كلاب من خيار المسلمين وباراً بوالديه فلم يزل مقيما عندهما حتى ماتا وقد نزل كلاب البصرة وإليه تنسب «مربعة كلاب» بها. وأمير قبيلة كنانة في العراق اليوم هو  عدنان بن محسن بن دنبوس الكمر الكناني ، أما أمير قبيلة كنانة في الأحواز فهو الأمير شجاع بن علي بن زامل بن ضمد المحيسن الكناني، وجميع فروع قبيلة كنانة بالأحواز ترجع لشمل عشائر الدريسات المتفرع من كنانة العراق، ولكنانة العراق والأحواز نخوتان وهما الخطول وإخوة دندي، وينقسمون إلى 5 فروع هي:
1. شمل عشائر الكمر بني قمر بن جلال بن معلى بن سليمان بن حسين بن علي بن خريشة بن عبد الله بن الحارث بن الأخطل بن صخر الكناني، ومنهم:
1. عشيرة آل دنبوس، وفيهم إمارة قبيلة كنانة في العراق
2. عشيرة محمد الكمر
3. عشيرة بيت معله
4. عشيرة المحمود
5. عشيرة آل نفط
6. عشيرة البو علي
7. عشيرة آل سباهي (الكوام)
8. عشيرة الكميرات، وتنقسم إلى بطنين هما: أ. بني هامل، ب. بني طارش
9. عشيرة آل دريب
10. عشيرة الكواز
11. عشيرة بيت رشادة
12. عشيرة بيت حويدر (حادر) في العراق والأحواز
13. عشيرة المساحنه
14. عشيرة الزعن
15. عشيرة المكاحيل

يذكر بأن شيخ الكمر في الأحواز هو الشيخ عباس التمياط الدنبوس الكناني.
2. شمل عشائر الجلالات بني علي بن جلال بن معلى بن سليمان بن حسين بن علي بن خريشة بن عبد الله بن الحارث بن الأخطل بن صخر الكناني، وينقسمون إلى :
أ) عشائر الزنيتات بني زنيت بن علي بن جلال ومنهم:
1. عشيرة الزنيتات
2. عشيرة بيت عيال

ب) عشائر الدراوشة بني درويش بن علي بن جلال ومنهم:
1. عشيرة الرماحة المشايخ
2. عشيرة بيت داغر
3. عشيرة بيت جساس
4. عشيرة بيت موسى
5. حمولة بيت فرمان
6. حمولة بيت حمادة
7. عشيرة الكراطة
8. عشيرة الخطاوية

3. شمل عشائر الدريسات بني إدريس بن جلال بن معلى بن سليمان بن حسين بن علي بن خريشة بن عبد الله بن الحارث بن الأخطل بن صخر الكناني، وهم أكبر أشمال قبيلة كنانة في العراق ولهم تواجد كذلك في الأحواز وشيوخ شمل عشائر الدريسات هم الشيخ شجاع بن علي الزامل الكناني والشيخ نيروز المحمد الشغاتي وينقسمون إلى 5 بطون قبلية هي:
أ) عشائر النظامات بني نظام بن إدريس (إخوان فرحة)، ومن عشائرهم:
1. عشيرة بيت شناعة، ومنهم الشيخ نيروز المحمد الشغاتي
2. عشيرة بيت محيسن، ومنهم الشيخ شجاع العلي الزامل
3. عشيرة بيت شبيب السالم، وكانت فيهم المشيخة العامة على عشائر الدريسات قديما
4. عشيرة بيت شمر
5. عشيرة العمارنة
6. عشيرة الهواشم
7. عشيرة بيت شايع
8. عشيرة بيت سنيد

ب) عشيرة الكوامات بني كوام بن إدريس، ومنهم أفخاذ في العراق والأحواز
ج) عشائر البو ناجي بني ناجي بن إدريس ولقب جدهم ناجي (العود أبو عوجية الذهب) وكانت مشيخة كنانة في العراق له في عصره وينقسمون إلى بطنيين قبليين هما:
- بنو نصار بن بحير بن ناجي ونخوتهم (يتيم) ومن عشائرهم:

1. عشيرة البو وفه (البو وفاء)، ولهم وجود في الأحواز أيضا
2. عشيرة آل سعدون
3. حمولة بيت مرشد
4. حمولة آل مكطاع
5. عشيرة بيت عيادة
6. عشيرة بيت شهاب
7. حمولة بيت غنيم
8. حمولة بيت صويح
9. حمولة ال حاجم
10. حمولة بيت سرداح
11. حمولة بيت شاعورة
12. حمولة بيت ميبر / مجبر
13. عشيرة آل معيوف
14. عشيرة آل سامة
15. عشيرة الجحلان
16. عشيرة المسعود
17. حمولة آل علي
18. حمولة بيت داخل في الأحواز

- بنو ناصر بن بحير بن ناجي ومن عشائرهم:

1. عشيرة البو عجي، وتحالف قبيلة الزبيد، ونخوتهم (أولاد اليتيم) وقد هاجر جدهم لأخواله من قبيلة زبيد بعد ثأره وأخيه من عمهما الذي قتل والدهما فهاجر لكيلا تحصل نفس الحادثة بينه وبين أخيه

د) عشائر الحياي بني حجاي بن إدريس، ولقبهم (الروس) لكثرتهم واتساع بلادهم في العراق والأحواز، وشيخهم العام هو الشيخ قاسم بن محمد بن مخور الكناني ومنهم:
1. عشيرة بيت جساس
2. عشيرة بيت هور
3. عشيرة بيت عيادة
4. حمولة بيت ساجت
5. عشيرة البو سبتي
6. عشيرة البو خليفة
7. عشيرة البو عمر
8. عشيرة بيت غباش

هـ) عشائر بيت بريسم بني بريسم بن إدريس ولهم تواجد كبير في الأحواز، وشيخهم العام هو الشيخ موسى بن حاوي بن الملا الكناني ومنهم:
1. عشيرة الملا حسين
2. عشيرة بيت ناصر السركال
3. عشيرة بيت عويد
4. عشيرة البو صالح (بيت المرد)
5. حمولة بيت داغر
6. عشيرة آل شاهين (إخوان فاطمة)
7. عشيرة الصوافي
8. عشيرة السلامات
9. عشيرة الخميشات
10. عشيرة الزريجات
11. عشيرة بيت عتيوي
12. عشيرة السليمان
13. عشيرة الشحيتات

4. شمل عشائر بني صخر وتنقسم إلى بطنين قبليين هما:
أ) عشائر المجاحيل بني مكحل بن بريج بن مهنا بن حسين بن باشق بن صخر الكناني ومنهم:
1. عشيرة بيت غربة
2. حمولة بيت ماجد
3. عشيرة آلبو حنين
4. عشيرة بيت غيث
5. عشيرة بيت ضويهر
6. عشيرة بيت جاسم
7. عشيرة البو عبد الله
8. عشيرة المكحول (ويحالفون قبيلة شمر)
9. عشيرة بيت نصر

ب) عشائر القصاب بني جبارة بن محمد بن محمود بن سالم بن خريشة بن عبد الله بن الحارث بن الأخطل بن صخر الكناني ومنهم:
1. عشيرة آل جري
2. عشيرة آل ذو الفقار
3. عشيرة آل الشيخ سليمان

ج) عشيرة اللويزيين بني جبارة بن محمد بن محمود بن سالم بن خريشة بن عبد الله بن الحارث بن الأخطل بن صخر الكناني
5. شمل عشائر بني ليث بني ليث بن بكر بن عبد مناة بن كنانة، وهم أقدم من دخل العراق من قبيلة كنانة ومشيختهم العامة شبه مستقلة عن إمارة قبيلة كنانة بالعراق حيث يغلب عليهم التحضر في ديارهم في المشخاب في النجف وفي قضاء طويريج، وشيخهم العام هو الشيخ عباس آل كريم الليثي الكناني ومنهم:
1. عشيرة البو عيسى
2. عشيرة البو محمد
3. عشيرة البو راضي
4. عشيرة البو مهنة
5. عشيرة البو شلال

- بلاد قبيلة كنانة في العراق:
- بمحافظة واسط:

قضاء العزيزية، جزيرة كنانة يسار نهر الغراف (مدينة الحي)، الكوبع شرق قضاء الحي، قضاء النعمانية، ناحية الشحيمية، ناحية الدبوني، ناحية الزبيدية، قضاء الكوت، منطقة هور الدلمج، ناحية الموفقية (محيرجة)، ناحية جصان، قرية شاذي
- بمحافظة بغداد:

مدينة الشعلة، قضاء التاجي، قضاء الكاظمية، بوب الشام،المدائن (سلمان باك)، محلة الجعيفر، ناحية النهروان، ناحية الحرية في الكرخ
- بمحافظة بابل:

ناحية المدحتية، منطقة الخميسية، ناحية الشوملي، ناحية السدة، ناحية القاسم
- بمحافظة ذي قار:

ناحية الفجر، ناحية الداوية، قضاء الرفاعي، ناحية الفضلية، أبو عراميط في مدينة الشطرة، مدينة قلعة سكر
- بمحافظة ميسان:

قضاء علي الغربي، قضاء المجر الكبير، ناحية الميمونة، الفكة العراقية، الدويريج، المزبانية، ناحية كميت، مدينة قلعة صالح
- بمحافظة ديالى:

ناحية قزانية، ناحية الوجيهية، ناحية جسر ديالى القديم، ناحية مندلي، قضاء بلدروز، ناحية كنعان، قضاء جلولاء
- بمحافظة نينوى:

ناحية العياضية، منطقة الكسك، قضاء تلعفر
- بمحافظة الديوانية (القادسية):

ناحية السنية، ناحية الشنافية، قضاء عفك
- بمحافظة كركوك:

ناحية تازة
- بمحافظة النجف:

الكوفة
- بمحافظة الأنبار:

منطقة سن الذبان
- بمحافظة البصرة
- بمحافظة العمارة
- بمحافظة السماوة
- بمحافظة كربلاء
- بلاد قبيلة كنانة في الأحواز:

الأحواز العاصمة، مدينة الشوش أو مدينة السوس، أشقر آباد، المحمرة، عبادان، الخزعلية (خزعل آباد)، الفلاحية (شادكان)، الحويزة، ميناو

### السودان
دخلت قبيلة كنانة إلى السودان في القرن الثامن الهجري حوالي سنة (720 هـ / 1320 م) أي قبل حوالي 700 سنة وذلك من مصر والتي استقروا فيها قبل ذلك لمدة من الزمن، وناظر عموم قبيلة كنانة في السودان اليوم هو الفاضل إبراهيم فضل المولى الفودة الكناني ، وأمير كنانة في السودان هو الأمير حماد علي أحمد الكناني، ولكنانة في السودان إمارة بكل ولاية تستقر فروعهم بها، وتقع ديارهم في ولايات الخرطوم والجزيرة (المناقل والعزازة والمسيد) والنيل الأبيض (كنانة أم جر والتي فيها مدينة كنانة ومصنع سكر كنانة) وسنار (سنجة وأم بنين وجبل موية وجبل سقدي) والقضارف والنيل الأزرق (الروصيرص وجبل القرى والدمازين وأبو رماد وأقدي) وجنوب كردفان (أبو جبيهة) وكسلا وشمال كردفان ومنهم:
1. قبائل بني سوار بني سوار بن منصور الحردان بن أحمد زبد البحر الكناني ومنهم:
1. قبيلة أولاد يس
2. قبيلة الزوايدة
3. قبيلة الأصيبع

2. قبائل السراجية بني سراج بن منصور الحردان بن أحمد زبد البحر الكناني ومنهم:
1. قبيلة أولاد دالي
2. قبيلة أم بلال
3. قبيلة أولاد روية
4. قبيلة الزيدان
5. قبيلة النامية
6. قبيلة الهبيلية
7. قبيلة أبو ريحان
8. قبيلة الكواتيل
9. قبيلة الجليراب
10. قبيلة البيلاب
11. عائلة بريدو
12. عائلة شمندر
13. عائلة دكين
14. قبيلة ود النيل

3. قبائل الأصالعة بني حمد الأصلع بن منصور الحردان بن أحمد زبد البحر الكناني ومنهم:
1. قبيلة أولاد جبران
2. قبيلة أولاد هزيل أبناء خال الخليفة علي ود حلو
3. قبيلة السعودية
4. قبيلة العمارية
5. قبيلة أولاد رشيد

4. قبائل الداودية بني داود بن عبد الله بن أحمد زبد البحر الكناني ومنهم:
1. قبيلة المناصير

5. قبائل الفخرية بني علي بن منصور الحردان بن أحمد زبد البحر الكناني ومنهم:
1. قبيلة الزبير

6. قبائل العلاونة بني علوان بن منصور الحردان بن أحمد زبد البحر الكناني ومنهم:
1. أولاد حسن إبراهيم
2. أولاد آدم جدو
3. أولاد كباشي

### مصر
تعتبر كنانة من قبائل الفتح في مصر حيث دخلت جموعها لمصر ضمن جيش عمرو بن العاص،  دخلت قبيلة كنانة لمصر في القرون الهجرية الثلاثة الأولى ومنهم:
1. بني مدلج المدالجة، وديارهم في محافظات البحيرة (خربتا بمركز كوم حمادة ووادي النطرون) وكفر الشيخ (قرية دسوق) والإسكندرية ودمياط (ميت الخولي عبد الله) ومنهم:
  1. بني معاذ
  2. بني الهجيم
2. بني غفار (الغفاري أو الضمري)، و هم من بني غفار في ينبع والمدينة المنورة وهاجر منهم نفر إلى مصر في العام 550 هجري وعادو بعدها إلى الجزيرة العربية وهي ماتسمى بالهجرة العكسيه، وديارهم في محافظات المنيا (الأشمونيين في مركز ملوي) والشرقية (تل بسطة شمال شرق الزقازيق وأبو حماد وفاقوس وتل الكبير وكفر صقر وديريب نجم والحسينية والغفارية وهربيط في مركز أبو كبير) والقليوبية (وادي الطميلات شرق الدلتا وأتريب في مركز بنها وميت كنانة في مركز طوخ)
3. بني ليث (الليثي)، وديارهم في محافظات المنيا (الأشمونيين في مركز ملوي) وسوهاج (ساقلتة واخميم) والقليوبية (وادي الطميلات شرق الدلتا وأتريب في مركز بنها وميت كنانة في مركز طوخ) وشمال سيناء (قطية والعريش)
4. ال حرامى، و هم من بني حرام بن ملكان في كياد بحلى بن يعقوب بمكة المكرمة وهاجر منهم نفر إلى مصر في القرن الثاني عشر الهجري وديارهم في محافظة قنا بقرية الشعرانى مركز قوص
5. بني فراس بن غنم، وديارهم في محافظات سوهاج (ساقلتة واخميم) والشرقية (تل بسطة شمال شرق الزقازيق وأبو حماد وفاقوس وتل الكبير وكفر صقر وديريب نجم والحسينية والغفارية وهربيط في مركز أبو كبير).

### تونس
وفيها يوجد من قبيلة كنانة:
1. عوائل كنانة (الكناني) في تونس العاصمة وفي القيروان وفي قفصة وفي سوسة وفي بنزرت وفي المنستير.

### فلسطين
سكنت فلسطين فروع من بني مالك بن كنانة من أشهرهم بنو مخدج وكذلك من بني النضر بن كنانة، ومن أشهرهم قديما الأمير شريك بن عبد الله الكناني، وأبو رفيع المخدجي الكناني الفلسطيني، وأول نزولهم فيها كان في القدس وعسقلان، وعنهم قال الشاعرعبد الله بن قيس الرقيات القرشي:
ومن فروع قبيلة كنانة في فلسطين:
1. قبيلة بني جماعة في القدس ومنهم:
  1. آل الخطيب
  2. آل العفيفي
2. عشيرة الحسنات من اللياثنة في بئر السبع واللد
3. عشائر الضمور في رام الله والخليل ونابلس ومزارع النوباني

### المغرب
وفيها يوجد من قبيلة كنانة:
1. عوائل كنانة (الكناني) في فاس.

## قبيلة كنانة في السيرة النبوية
- قال النبي محمد:[42]«إن الله اصطفى بني كنانة من بني إسماعيل، واصطفى من بني كنانة قريشا، واصطفى من قريش بن هاشم، واصطفاني من بني هاشم».
- قال النبي محمد: «نحن بنو النضر بن كنانة لا نقفوا أمنا ولا ننتفي من أبينا».

## لغة قبيلة كنانة في القرآن الكريم
لغة كنانة (لهجة كنانة) هي أكبر لهجة لقبيلة من حيث عدد الألفاظ التابعة لها في القرآن حيث توجد في القرآن 140 كلمة من لهجة قبيلة كنانة بواقع 104 ألفاظ من بني النضر بن كنانة (قريش) و 36 لفظا من سائر القبائل الكنانية. ومن ألفاظ لهجة قبيلة كنانة في القرآن الكلمات التالية:
- (السفيه) : الجاهل بلغة كنانة. قال تعالى: ﴿وَإِذَا قِيلَ لَهُمْ آمِنُوا كَمَا آمَنَ النَّاسُ قَالُوا أَنُؤْمِنُ كَمَا آمَنَ السُّفَهَاءُ أَلَا إِنَّهُمْ هُمُ السُّفَهَاءُ وَلَكِنْ لَا يَعْلَمُونَ ۝١٣﴾.[45]
- (خاسئين) : يعني صاغرين بلغة كنانة. قال تعالى: ﴿فَلَمَّا عَتَوْا عَنْ مَا نُهُوا عَنْهُ قُلْنَا لَهُمْ كُونُوا قِرَدَةً خَاسِئِينَ ۝١٦٦﴾.[46]
- (شطر): يعني تلقاء، والتلقاء : النحو بلغة كنانة. قال تعالى: ﴿قَدْ نَرَى تَقَلُّبَ وَجْهِكَ فِي السَّمَاءِ فَلَنُوَلِّيَنَّكَ قِبْلَةً تَرْضَاهَا فَوَلِّ وَجْهَكَ شَطْرَ الْمَسْجِدِ الْحَرَامِ وَحَيْثُ مَا كُنْتُمْ فَوَلُّوا وُجُوهَكُمْ شَطْرَهُ وَإِنَّ الَّذِينَ أُوتُوا الْكِتَابَ لَيَعْلَمُونَ أَنَّهُ الْحَقُّ مِنْ رَبِّهِمْ وَمَا اللَّهُ بِغَافِلٍ عَمَّا يَعْمَلُونَ ۝١٤٤﴾.[47]
- (لا خلاق) : لا نصيب بلغة كنانة. قال تعالى: ﴿إِنَّ الَّذِينَ يَشْتَرُونَ بِعَهْدِ اللَّهِ وَأَيْمَانِهِمْ ثَمَنًا قَلِيلًا أُولَئِكَ لَا خَلَاقَ لَهُمْ فِي الْآخِرَةِ وَلَا يُكَلِّمُهُمُ اللَّهُ وَلَا يَنْظُرُ إِلَيْهِمْ يَوْمَ الْقِيَامَةِ وَلَا يُزَكِّيهِمْ وَلَهُمْ عَذَابٌ أَلِيمٌ ۝٧٧﴾.[48]

و غيرها من الكلمات الأخرى.

## الصحابة من قبيلة كنانة
ظهر الإسلام وقبيلة كنانة قد كثرت فروعها وبطونها في الحجاز وتهامة فكانت فروع قبيلة كنانة ذات دور كبير بنشر الدعوة الجديدة أو بمحاربتها ومن أشهر فرع كنانة في العصر النبوي: قريش، بني ضمرة، بني غفار، بني ليث، بني الدئل، بنو مدلج، بني جذيمة، بني فراس، بني مخدج، بني فقيم، وقد كان تجاوب فروع كنانة للإسلام مختلفا بين كل فرع والآخر بل مختلفا بين أهل البيت الواحد ولكن كنظرة عامة حاربت قريش النبي محمد أول الأمر ثم دخلت في الإسلام بكاملها عام فتح مكة أما بني غفار فإنهم معروفون مجازا ضمن أنصار الإسلام والنبي محمد منذ أوائل سنين الهجرة. أما بني ليث فأسلموا متأخرين وأما بني ضمرة فوادعوا النبي محمد وسالموه بعد هجرته وتأخر إسلامهم. وأما بني الدئل بن بكر فقد دخلوا في عقد قريش وعهدها ضد خزاعة التي دخلت في عقد النبي محمد سنة الحديبية وكان قتلهم لقبيلة خزاعة ومساندة حلفائهم قريش لهم سببا في نصرة النبي لحلفائه من خزاعة واتجاهه لـفتح مكة وبعد الفتح دخلت قبيلة كنانة بأكملها في الإسلام ولم ترتد كنانة بعد وفاة النبي محمد.
و حسب ما أوردته كتب تراجم الصحابة فإن الصحابة المعروفين بأسمائهم وأنسابهم من جميع فروع قبيلة كنانة يقتربون من 1100 صحابي كناني، بالإضافة إلى عدد أكبر من ذلك بكثير من الصحابة القاطنين بالبوادي أو النساء ممن رأوا النبي ولم يرووا عنه أو ممن لم تذكر كتب التراجم أسمائهم، ومن أشهر الصحابة من قبيلة كنانة (باستثناء القرشيين):
| - كعب بن عمير الغفاري الكناني - أبو ذر الغفاري | - سراقة بن مالك المدلجي - سباع بن عرفطة الغفاري الكناني | - عمرو بن أمية الضمري - مجزز المدلجي - الأقرع الغفاري الكناني | - إياس بن البكير - خالد بن البكير - بصرة بن أبي بصرة الغفاري الكناني | - عاقل بن البكير - أم رومان بنت عامر الكنانية - بشر بن عصمة الليثي الكناني | - كلثوم بن الحصين الغفاري - أبو واقد الليثي الكناني - جهجاه بن قيس الغفاري الكناني | - مالك بن الحويرث الليثي الكناني - واثلة بن الأسقع الليثي - غالب بن عبد الله الكناني | - نوفل بن معاوية الديلي - سارية بن زنيم الديلي الكناني - مالك بن الحويرث الليثي الكناني |  |

## من تاريخ قبيلة كنانة

### في الجاهلية
تصعب الإحاطة بكامل جوانب تاريخ قبيلة كنانة السياسي والحربي خصوصا مع انتشار فروع القبيلة في عدد من الدول وامتداد جذورها في التاريخ ولكن لابد من الإشارة إلى بعض الجوانب الهامة من تاريخ القبيلة السياسي:
- يوم بارق الأول: وهي حرب قامت بين قبائل خندف وقبائل قيس عيلان وسببها أن رجل من تميم من خندف عدا على رجل من هوازن من قيس عيلان فقتله فطلبت قيس عيلان الدية فأبت عليهم خندف فاقتتلوا وانتصرت خندف - ومنها كنانة - على قيس عيلان فظعنت قيس عيلان من تهامة إلى نجد، وفي هذا اليوم يقول فراس بن غنم بن ثعلبة المالكي الكناني:

يعني بني مالك بن كنانة.
- أغار بنو كنانة على قبائل من قضاعة هي بنو كلب وجرم والعلاف بنو زبان بن تغلب فقتلوا منهم مقتلة عظيمة وهزموهم وأجلوهم إلى السماوة.[50]
- اشتركت كنانة مع قريش وأحلافها من قضاعة في إخراج قبيلة خزاعة من مكة.[51]
- أغارت قبيلة غامد الأزدية على بني فراس من قبيلة كنانة فردهم الفارس ربيعة بن مكدم الفراسي الكناني وحده، وفي ذلك تقول الشاعرة الغامدية:[52]

ثم غزا بنو مالك بن كنانة قبيلة غامد فاقتتلوا ساعة ثم انكشف رجال غامد وسبا بنو مالك نساءهم وممن كان في السبي خود بنت مطرود البجلية زوجة مدرك الغامدي.
- حلف الأحابيش وهو حلف جاهلي انعقد بين قبائل: (قريش من كنانة، بني الحارث من كنانة، بني الهون بن خزيمة، بني نفاثة من كنانة، بني المصطلق من خزاعة، بني الحيا من خزاعة) وذلك لمواجهة بني بكر بن عبد مناة من كنانة. وسمي بحلف الأحابيش لتحالفهم عند جبل حبشي وقيل وادي الأحبش أسفل مكة.[54]
- يوم ذات نكيف بين بني بكر وقريش، وسببه أن بني بكر بن عبد مناة بن كنانة نقموا على قصي بن كلاب القرشي إخراجه لهم من مكة بعد نصرتهم له ضد خزاعة فأرادوا حرب قريش فاجتمعت قبائل حلف الأحابيش فانتصروا على بني بكر.[55]
- حرب الفجار وهي حرب جاهلية وقعت بين قبيلة كنانة وقبائل قيس عيلان (هوازن وسليم وغطفان وعدوان وفهم وبني جسر بن محارب وغني)، [56] وقد شارك النبي محمد في هذه الحرب مع قومه كنانة قبل بعثته.[57]
- أيام يوم برزة ويوم الكديد ويوم الفيفاء بين بني فراس بن غنم من قبيلة كنانة وبين قبيلة سليم[58] وقد نتج عنها مقتل فارس قبيلة كنانة ربيعة بن مكدم الفراسي الكناني المعروف باسم حامي الظعائن حيا وميتا وكذلك مقتل اثنين من ملوك قبيلة سليم وهم مالك بن خالد بن صخر الشريد السلمي وأخوه كرز بن خالد بن صخر بن الشريد السلمي.
- حرب بني ليث من كنانة ضد بني جعفر وبني نصر من هوازن في نجد.[59]
- الوقعات بين بني فراس من كنانة وبني جشم من هوازن.
- حرب بني بكر من كنانة وبني عمرو بن الحارث من هذيل مثل يوم مر الأول ويوم مر الثاني.

### في الإسلام
- أول من أسلم من قبيلة كنانة (من غير قريش) هو الصحابي أبو ذر الغفاري الكناني والذي جهر بإسلامه في الحرم المكي ولقي في ذلك أذى قريش وهو أول من حيا النبي بتحية الإسلام، وقيل هم عاقل وخالد وعامر وإياس أبناء البكير بن عبد الله الليثي الكناني الذين أسلموا في دار الأرقم.[60]
- كانت قبيلة بني غفار من كنانة أول القبائل التي تعرضت لقريش بعد الإسلام وذلك بعد أن عزم أبو ذر الغفاري الكناني أن يترصد لقوافلهم فأقام في عسفان ينفر إليهم فلا يدعهم يمرون حتى ينطقوا شهادة أن لا إله إلا الله.[60]
- السرايا التي أرسلها النبي محمد إلى قبائل كنانة يدعوها إلى الإسلام هي:[61]

1. سرية نميلة بن عبد الله الليثي الكناني إلى بني ضمرة من كنانة
2. سرية عمرو بن أمية الضمري الكناني إلى بني الدئل من كنانة
3. سرية عباس بن ربيعة المخزومي القرشي إلى بني مدلج من كنانة
4. سرية خالد بن الوليد المخزومي القرشي إلى بني جذيمة من كنانة، وفيها قتل كثير من الأسرى بني جذيمة

- أمراء المدينة المنورة الذين استخلفهم النبي محمد عليها حين خرج منها هم:[62]

1. سباع بن عرفطة الغفاري الكناني
2. أبو ذر الغفاري الكناني
3. نميلة بن عبد الله الغفاري الكناني
4. عويف بن الأضبط الديلي الكناني
5. أبو رهم الغفاري الكناني

- أمراء السرايا من قبيلة كنانة التي أرسلها النبي محمد إلى القبائل لتدعوهم إلى الإسلام هم:[63]

1. سرية غالب بن عبد الله الكلبي الليثي الكناني إلى قبيلة بنو سليم
2. سرية عمرو بن أمية الضمري الكناني إلى أبي سفيان في مكة
3. سرية علقمة بن مجزز المدلجي الكناني إلى غطفان
4. سرية عمرو بن أمية الضمري الكناني إلى النجاشي ملك الحبشة
5. سرية غالب بن عبد الله الليثي الكناني إلى بني عوال وبني عبد بن ثعلبة في الميفعة
6. سرية غالب بن عبد الله الليثي الكناني إلى بني الملوح من كنانة في الكديد ووادي قديد
7. سرية غالب بن عبد الله الليثي الكناني إلى بني مرة من غطفان في فدك
8. سرية كعب بن عمير الغفاري الكناني إلى ذات أطلاح
9. سرية علقمة بن مجزز المدلجي الكناني إلى الساحل جهة مكة

- بعد صلح الحديبية دخل بنو الدئل بن بكر من كنانة في عقد قريش وعهدها ودخلت قبيلة خزاعة في عقد النبي محمد وعهده وبسبب ثأر جاهلي قديم بين بني الدئل وخزاعة أغار بنو الدئل على خزاعة، فساعدتهم قريش وكانت مساعدتها سببا أدى إلى في فتح مكة سنة 8 بعد الهجرة.[64] وقد كانت بقية بني بكر من كنانة ضمن جيش الفتح الذي جاء مع النبي محمد حيث أعطى النبي محمد 3 ألوية لقبيلة كنانة كان تحتها 850 رجل.[65]
- حين عزم الخليفة أبو بكر الصديق أن يوجه قبائل عربية إلى بلاد الشام للجهاد فيها وفتحها أرسل بكتاب إلى أهل اليمن وأهل مكة فسارت إلى الخليفة في المدينة وفود من قبائل هذين البلدين وكان قائد وفد قبيلة كنانة هو غيثم بن أسلم الكناني.[66]
- كان على ميسرة المسلمين في معركة أجنادين الفارس جنادة بن تميم المالكي الكناني.[67]
- كان جثامة بن مساحق بن الربيع بن قيس الكناني رسول الخليفة عمر بن الخطاب إلى هرقل ملك الروم.[68]
- أوكل خالد بن الوليد قيادة الطلائع وكذلك قيادة أحد كراديس جيشه في معركة اليرموك إلى قباث بن أشيم الليثي الكناني والذي تكسرت في يده 3 رماح وسيفان في المعركة فقال لمن حوله: | كنانة | من يعيرني سيفا أو رمحا في سبيل الله وأجره على الله | كنانة | فقاتل وهو يرتجز:[69]

فقال المسلمون: 
| كنانة | جزى الله قباث بن أشيم خيرا عن الإسلام | كنانة |

 وقد كان موقع قبيلة كنانة في معركة اليرموك بين ميسرة الجيش والقلب.
- بعد معركة اليرموك، أتى 700 رجل من كنانة ومن قبائل بارق وغامد الأزدية إلى الخليفة عمر بن الخطاب يطلبون الجهاد في الشام فأثنى عليهم ووجهم إلى العراق فتوجهوا إليه وكان قائد قبيلة كنانة غالب بن عبد الله الليثي الكناني.[68]
- كان من ضمن الوفد الذي أرسله سعد بن أبي وقاص في معركة القادسية إلى رستم: حملة بن جوية الفراسي الكناني، وقتل غالب بن عبد الله الليثي الكناني الملك هرمز ملك الباب.[71]
- في معركة الجمل: كان بنو كنانة مع علي بن أبي طالب والذي جعل عبد الرحمن بن عتاب بن أسيد حامل راية قريش وكنانة.
- في معركة صفين انقمست كنانة بين الجيشين فأما من كان في جيش علي بن أبي طالب فكان قائدهم أبو الطفيل عامر بن واثلة الكناني، وأما من كانوا في جيش معاوية بن أبي سفيان فكان قائدهم تميم بن نصر الضمري الكناني، وكان حامل لواء جيش معاوية هو جهور بن جندب المالكي الكناني.
- ولى الخليفة عمر بن الخطاب على مكة: طارق بن المرتفع الكناني.[72]
- اندلعت ثورة جابر بن الوليد المدلجي الكناني على الدولة العباسية نصرة للطالبيين في الإسكندرية شمال مصر في القرن الثالث الهجري.[73]
- أغارت قبيلة بنو سليم على قوم من قبيلة كنانة وقبيلة باهلة فقتلوا بعضهم في شهر جمادى الآخرة سنة 230 هـ في المدينة المنورة.[74][75]
- قامت سلطنة بني حرام الكنانية المسماة سلطنة حلي بن يعقوب في القرن الخامس الهجري واستمرت عدة قرون تضعف في بعضها وتزداد قوتها في البعض الأخرى وكانت لها حروب مع أشراف مكة ومع أمراء عسير آل عايض، وآخر سلاطينها علي بن الصغير الحرامي الكناني.
- الإمارة الليثية (451 هـ - 556 هـ) في ولاية البطيحة بين واسط والبصرة في العراق وأول أمرائهم مهذب الدولة أمير البطائح محمد بن أحمد بن أبي الجبر الليثي الكناني والذي هزم جيش طغرل بك بن سلجوق واستقل بإمارته.[76]
- غزا الفرنج حصن بلبيس في الشرقية في مصر في شهر شوال من سنة 558 هـ فهزمهم بنو كنانة وردوهم عنه وقتلوا منهم كل من ظفروا به.[77]
- دخلت فروع من قبيلة كنانة إلى السودان من مصر عبر طريق النيل وذلك حوالي سنة (720 هـ / 1320 م) واستقروا في جنوب شرق السودان.[38]
- وقفت قبيلة بني شعبة من كنانة مع شريف مكة حسن بن عجلان ضد جيش السلطان المملوكي المصري الناصر فرج بن برقوق سنة 812 هـ.[78]
- شاركت فروع قبيلة كنانة في السودان في الثورة المهدية وانضمت لجيش محمد أحمد المهدي فأعطى محمد المهدي الراية الخضراء لخليفته علي ود حلو والذي قاد قبائل كنانة ودغيم بحكم أنهم أبناء خاله، وهذه الراية هي إحدى الرايات الأربع التي كونت جيش المهدي. ومن كنانة شخصيات أنثوية ساهمت بهذه الثورة فلقت قدرا كبيرا من الاحترام في المجتمع السوداني كمثل رابحة الكنانية وعائشة الكنانية.[79][80]
- شاركت فروع قبيلة كنانة في الأحواز في ثورة عام 1940 م والتي قادها الشيخ حيدر بن طلال الكعبي للمطالبة باستقلال الأحواز العربية وكان قائد بني كنانة في تلك الثورة الشيخ كوكز بن بن زامل بن ضمد المحيسن الكناني، ومن أشهر من ناضل من قبيلة كنانة ضد حكم الشاه الفارسي الشهيد ريا السرحان الكناني والشيخ وادي البريسم الكناني وهو أحد شيوخ كنانة في الأحواز الذين قدموا مذكرات احتجاجية لجامعة الدول العربية وعصبة الأمم المتحدة للمطالبة باستقلال الأحواز.[81]

## مقولات عن قبيلة كنانة
- وقال صعصعة بن ناجية الدارمي التميمي حين سأله النبي محمد عن علمه بقبائل مضر فأجاب:[82] | كنانة | كنانة وجهها الذي فيه سمعها وبصرها، وتميم كاهلها، وقيس أظفارها. | كنانة |
- وقال عوانة:[83] | كنانة | إذا كنت من مضر ففاخر بكنانة. | كنانة |
- وقال الشاعر:[84]

لكون الأنف أكرم ما على الوجه.
- وقال الجاحظ الكناني:[85]| كنانة | وأنا رجل من بني كنانة، وللخلافة قرابة، ولي فيها شفعة، وهم بعد جنس وعصبة. | كنانة |
- وقال الشافعي:[86] | كنانة | إن الإمامة وهي الزعامة العظمى في قريش لقول رسول الله الأئمة من قريش، فإن لم يوجد قرشي أي مستجمع لشروط الإمامة اعتبر كون الإمام كنانيا من ولد كنانة بن خزيمة. | كنانة |
- ومن الأمثال التي تتعلق بهم:

1. أشجع من ربيعة بن مكدم أو أحمى من مجير الظعن: ويقصد به الفارس ربيعة بن مكدم الكناني.[87]
2. أفتك من البراض: وكان البراض بن قيس الكناني أحد فتاك العرب في الجاهلية فضرب بفتكه المثل.[88]
3. أخوك البكري ولا تأمنه: حذر بها النبي أحد الصحابة الذين سافروا رفقة عمرو بن أمية الضمري البكري الكناني.[89]

- ومن الألقاب التي لقبوا بها:

1. الهاد، ولقب به عبد الله بن جابر العتواري الليثي الكناني لكونه كان يوقد نارا ليلا ليهتدي إليه المسافرون فيضيفهم.[90]
2. رعاة الشمس، ولقب به بنو بحر بن يعمر بن عدي بن الدئل من كنانة لأنهم ما كانت الشمس تطلع إلا وقدورهم تغلي انتظارا لمقدم ضيوفهم.[90]

## أمور اشتهرت بها قبيلة كنانة
- النسيء: وهو تغيير شهور السنة، وكانت العرب تعظم النسئ والإفاضة والإجازة، وآخر النسأة هو أبو ثمامة جنادة بن عوف بن أمية الفقيمي الكناني.[91]
- القيافة والعيافة: وهي معرفة تتبع الأثر والتكهن بالطير، واشتهر بها بنو مدلج بن مرة من قبيلة كنانة.[92]
- سوق مَجَنَّة: بفتح الميم والجيم وتشديد النون وهو أحد الأسواق الثلاثة الكبرى لدى العرب في الجاهلية: سوق عكاظ وسوق مجنة وسوق ذي المجاز، وذكر بعض الجغرافيين أن سوق مجنة يقع قرب بئر الإطوى عند جبل سطاع 80 كم جنوب غرب مكة المكرمة [93] في ديار بني الدئل بن بكر بن عبد مناة بن كنانة. وكانت العرب تقضي الـ 20 يوما الأولى من شهر ذي القعدة في سوق عكاظ ثم تسير إلى سوق مَجَنَّة فتقضي فيه العشرة أيام الأواخر من شهر ذي القعدة ثم يسيرون إلى سوق ذي المجاز فيقضون فيه الثمانية أيام الأول من شهر ذي الحجة ثم يسيرون إلى حجهم،[94] واختلف في تسميته، فقيل : أرض مجنة كثيرة الجن وقيل غير هذا.

## علماء من قبيلة كنانة
* في القرآن: 
| - نافع المدني بن عبد الرحمن الليثي الكناني |

* في الحديث: 
| - عبيد بن عمير الليثي الكناني - ابن حجر العسقلاني الكناني | - المقبري الليثي الكناني |

* في الفقه: 
| - بدر الدين ابن جماعة المالكي الكناني - سراج الدين البلقيني الكناني | - سراج الدين البلقيني الكناني - يحيى بن عمر بن يوسف الكناني |

* في الخطابة: 
| - بدر الدين ابن جماعة المالكي الكناني |

* في التفسير:
| - عبيد بن عمير الليثي الكناني |

* في الأدب والفلسفة:
| - الجاحظ الليثي الكناني |

* في الجغرافيا والرحلات: 
| - ابن جبير الضمري الكناني |

* في النحو: 
| - أبو الأسود الدؤلي الكناني | - نصر بن عاصم الليثي الكناني |

* في اللغة: 
| - الليث بن المظفر الليثي الكناني |

* في التراجم:
| - ابن حجر العسقلاني الكناني |

* في الأنساب والتاريخ:
| - عيسى بن يزيد بن دأب الليثي الكناني - محمد بن إسحاق الفاكهي الكناني | - يحيى بن عمر بن يوسف الكناني - الحسن بن زولاق الليثي الكناني |

## كتب عن قبيلة كنانة وفروعها
| الكتاب                                                                                   | المؤلف                              |
| شعر بني كنانة في الجاهلية وصدر الإسلام                                                   | د. إبراهيم عبد الرحمن النعانعة      |
| العقود المصانة في تاريخ ونسب قبائل بني كنانة                                             | نوري متعب محمد السرداح              |
| نسب كنانة                                                                                | أحمد الجدع                          |
| مشاهير بني ضمرة                                                                          | فايز محمد عبود ضمرة ومحمد محمود تقي |
| المختصر في أخبار كنانة مضر                                                               | ساجد جبار الضاحي                    |
|                                                                                          |                                     |
| قبائل بني كنانة ودورهم الديني والسياسي والثقافي من العصر الجاهلي إلى نهاية العصر العباسي | نور متعب محمد السرداح               |
| أشعار بني كنانة                                                                          | السكري                              |

## دول قبيلة كنانة
بنو أبي الجبر الليثيون الكنانيون ملوك البطائح وولاة البطيحة وواسط في العراق ومنهم:
| - مهذب الدولة أبو العباس أحمد بن محمد بن عبيد بن جبر بن أبي الجبر وهو سليمان بن منصور بن إسماعيل بن مالك بن طريف الليثي الكناني (ت سنة 508 هـ) ملك البطيحة. - ناصر الدولة المظفر حماد بن أبي الجبر الكناني. - الأمير نجم الدولة أبو العباس أحمد بن أبي الفتوح المختار بن محمد بن أبي الجبر. - الأمير مضر بن أبي الفتوح بن أبي الجبر الليثي. |

سلطنة حلي بن يعقوب ومن سلاطينها:
| - موسى بن علي بن عطية الحرامي. - عيسى بن موسى بن علي بن عطية الحرامي. - أحمد بن علي الحرامي. - عامر بن ذؤيب الحرامي. - أحمد بن عيسى الحرامي. - دريب بن أحمد بن عيسى الحرامي. - موسى بن أحمد بن عيسى الحرامي. - قيس بن محمد الحرامي. - بركات الحرامي. - محمد بن بركات الحرامي. - علي بن الصغير الحرامي. |